# Mięguszowiecki Szczyt Czarny
Die Östliche Mengsdorfer Spitze (polnisch Mięguszowiecki Szczyt Czarny, slowakisch Východný Mengusovský štít) ist ein Berg in der Hohen Tatra mit 2410 Metern Höhe. Er befindet sich auf dem Hauptkamm der Tatra auf der polnisch-slowakischen Grenze. Er ist der vierthöchste Berg in Polen. 

## Lage und Umgebung
Unterhalb des Gipfels liegen die beiden Bergseen Czarny Staw pod Rysami und Meerauge im Fischseetal. Der Bergpass Östliche Mengsdorfer Scharte (Czarnostawiańska Przełęcz) trennt ihn vom Gipfel des Hinzenseeturms und das Wildererjoch (Mięguszowiecka Przełęcz pod Chłopkiem) trennt ihn vom Gipfel der Mittleren Mengsdorfer Spitze (Mięguszowiecki Szczyt Pośredni).

## Etymologie
Der polnische Name Mięguszowiecki Szczyt Czarny lässt sich als Schwarzer Mięguszowiecki-Gipfel übersetzen. Der Namensbestandteil „Schwarzer“ rührt daher, dass der Gipfel über den Bergsee Czarny Staw pod Rysami ragt. Der Namensbestandteil Mięguszowiecki kommt vom südlich gelegenen Tal Mengusovská dolina (deutsch Mengsdorfer Tal).

## Flora und Fauna
Trotz ihrer Höhe besitzt die Östliche Mengsdorfer Spitze eine bunte Flora und Fauna. Es treten zahlreiche Pflanzenarten auf, insbesondere hochalpine Blumen und Gräser. Neben Insekten und Weichtieren sowie Raubvögeln besuchen auch Murmeltiere und Gämsen den Gipfel.

## Besteigungen
Erstbesteigungen:
- Sommer – Antonina Englisch, Karol Englisch und Johann Hunsdorfer am 9. August 1903
- Winter – Mieczysław Lerski und Jerzy Maślanka am 22. März 1910

## Tourismus
Der Gipfel ist bei Alpinisten beliebt. Der Aufstieg ist jedoch nicht einfach.

### Routen zum Gipfel
Der Wanderweg führt zunächst vom Bergsee Czarny Staw pod Rysami auf die Mengsdorfer Kanzel. Für den weiteren Aufstieg ist eine Genehmigung der Nationalparkverwaltung erforderlich. Bei Kletterern ist der Gipfel zusammen mit den anderen Gipfeln des Massivs sehr beliebt.
- ▬ Ein grün markierter Wanderweg führt vom Bergsee Czarny Staw pod Rysami auf den Gipfel und weiter auf das Wildererjoch (Mięguszowiecka Przełęcz pod Chłopkiem). Weiter führt ein nicht markierter Weg. Der Aufstieg ist schwierig und kettengesichert. Als Ausgangspunkt für eine Besteigung aus den Tälern eignet sich die Berghütte Schronisko PTTK nad Morskim Okiem.

## Belege
- Zofia Radwańska-Paryska, Witold Henryk Paryski, Wielka encyklopedia tatrzańska, Poronin, Wyd. Górskie, 2004, ISBN 83-7104-009-1.
- Tatry Wysokie słowackie i polskie. Mapa turystyczna 1:25.000, Warszawa, 2005/06, Polkart ISBN 83-87873-26-8.